# Геппі!
Геппі! (англ. Happy!) — американський драмедійний телесеріал, заснований на однойменному чотиритомному коміксі письменника Ґранта Моррісона та художника Даріка Робертсона, який виходив у 2012—2013 роках. Прем'єра телесеріалу відбулася на каналі SyFy 6 грудня 2017.

## Сюжет
Нік Сакс — алкоголік і колишній поліціянт, що проживає життя на наркотиках і цинізмі. Після того, як його підстрелили і залишили помирати, він приходить до тями під опікою парамедиків та з'ясовує, що тепер бачить маленького синього пришелепкуватого мультяшного єдинорога на ім'я Геппі. Геппі — уявний друг маленької дівчинки на ім'я Гейлі, яку викрав чоловік у костюмі Санта-Клауса. Геппі втік по допомогу та пояснює, що Гейлі — донька Ніка, яку він давно покинув. Нік погоджується, і вони разом з Геппі починають розслідувати справу.

## У ролях

### Головні персонажі
- Крістофер Мелоні — Нік Сакс, цинічний алкоголік і колишній поліціянт[3]
- Річі Костер — Франциско Скарамуччі, багатий кримінальний авторитет, відомий як «містер Блю»
- Лілі Мірожнік — детектив Мередіт «Меррі» Мак-Карті, життєрадісний детектив відділу убивств із темним минулим[4]
- Медіна Сенґор — Аманда Генсен, мати-одиначка, колишня дружина Ніка і мати Гейлі[5]
- Патрік Фішлер — Смузі, один із посіпак містера Блю, фахівець із допитів і тортур
- Паттон Освальт — голос Геппі, уявного синього єдинорога[6]
- Джозеф Райтман — дуже поганий Санта, наркоман-психопат, який викрадає дітей[7][8]

### Другорядні персонажі
- Дебі Мейзар — Ізабелла Скарамуччі[9]
- Брайс Лоренцо — Гейлі Генсен, викрадена дівчинка

### Запрошені зірки
- Джефф Голдблюм — Бог
- Джеррі Спрінгер — у ролі самого себе

## Виробництво

### Кастинг
Спочатку Геппі у пілотному епізоді озвучив Боббі Мойніган, але пізніше його замінив Паттон Освальт.

## Озвучення українською
У січні 2018 року студія «Робота голосом» спільно зі спільнотою DZUSKI зробила багатоголосе україномовне озвучення першого сезону серіалу.
У березні-травні 2019 студія «DniproFilm» зробила багатоголосе україномовне озвучення другого сезону серіалу.

## Сприйняття

### Критика
На агрегаторі рецензій Rotten Tomatoes серіал має рейтинг схвалення 76 % та середню оцінку 6.2/10,яка ґрунтується на 29 відгуках. Сайт Metacritic, який збирає середні оцінки, оцінює серіал у 65 із 100, ґрунтуючись на 21 відгуку.
Оглядач сайту mrpl.city Іван Синєпалов розташував серіал на 5 місці у переліку найкращих абсурдних серіалів.